# GeForce 2系列
GeForce 2（核心代號為NV15），是由NVIDIA設計的第二代GeForce顯示核心，於2000年4月26日推出。其後推出了首款應用於筆記型電腦的顯示核心GeForce 2 Go系列。

## 產品介紹

### GeForce 2系列
GeForce 2 GTS（NV15）是整个家族第一款顯卡。GTS代表GigaTexture Shader。它的像素填充率達到每秒16亿。由於額外增加了的第二个TMU(texture map unit)，令像素流水線數目達到每个四條。而核心速度亦由GeForce 256的120MHz提升到200Mhz。GeForce 2 GTS的性能是前代GeForce 256的3.3倍。其他硬體上的增加包括更新了影像处理管線，名為HDVP (high definition video processor)。HDVP支援高解像度動態影像播放，雖然強勁的CPU還是必須的。
在立體標準檢查程式和遊戲中，GTS比前輩（GeForce 256）快40%，而又比GeForce 256 DDR快10%。在OpenGL遊戲（例如Quake III）中，GTS在16bpp和32bpp真彩顯視模式中，亦勝過ATi的Radeon和3dfx的Voodoo 5顯卡。
但在Direct3D遊戲中，Radeon有時在32-bit顏色模式中勝出。從"NV1x"結構可看出，GeForce 2的記憶體頻寬是相當不足的。還有，它沒有記憶體頻寬節省技術，而ATi則有HyperZ優化。"NV1x"系列顯卡的記憶體頻寬可謂史上最少，令它達不到應有的性能。而Radeon則比較有效率。當時大部分遊戲都只是單層貼圖，縱使GeForce 2和Radeon支援DirectX 7，但都不能在多材質貼圖得到任何益处。
GeForce 2 GTS核心有三個修正版本，第一個是GeForce 2 Ultra， 於2000年尾推出。它的功能與GTS一樣，但Ultra版本的核心和顯示記憶体頻率比較高。它的效能絕對比Radeon和Voodoo 5高，比GeForce 3第一個產品还高。原先的GeForce 3材質填充率比GeForce 2 Ultra低，但在2001年年尾推出的GeForce 3 Ti500就超越了GeForce 2 Ultra。一些人推測GeForce 2 Ultra是用來對抗3DFX的Voodoo 5 6000。其後的測試報告顯示出Ultra的效能絕對比Voodoo 5 6000高，導致Voodoo 5 6000永遠不能接觸消費者市場。其餘的更新版本是GeForce 2 Pro和GeForce 2 Ti（即"titanium，使用 0.15 制程"）。它們的性能介乎於GTS和Ultra版本。它們的定位是價錢較便宜，但比較低級。這是由於要區分GeForce 3。它並沒有低階市場版本。
由於其纹理处理性能強大，開發者利用纹理环境参数和纹理函数，就可以作出一些數學運算。利用紋理庫和寄存器組合器，開發者用依赖纹理說可以访问数据，利用寄存器組合器进行计算。這通常用於求数学上扩散方程的解。這是通用顯示核心（GPGPU）的最早利用。
| GeForce2 核心 | 三角形每秒生成率 （百萬） | 像素每秒生成率 （千兆像素） | 記憶體頻寬 (GB/s) |
| ------------- | ------------------------- | --------------------------- | ----------------- |
| Ultra         | 31                        | 1.0                         | 7.3               |
| Ti            | 31                        | 1.0                         | 6.4               |
| Pro           | 25                        | 0.8                         | 6.4               |
| GTS           | 25                        | 0.8                         | 5.3               |

### GeForce 2 MX系列

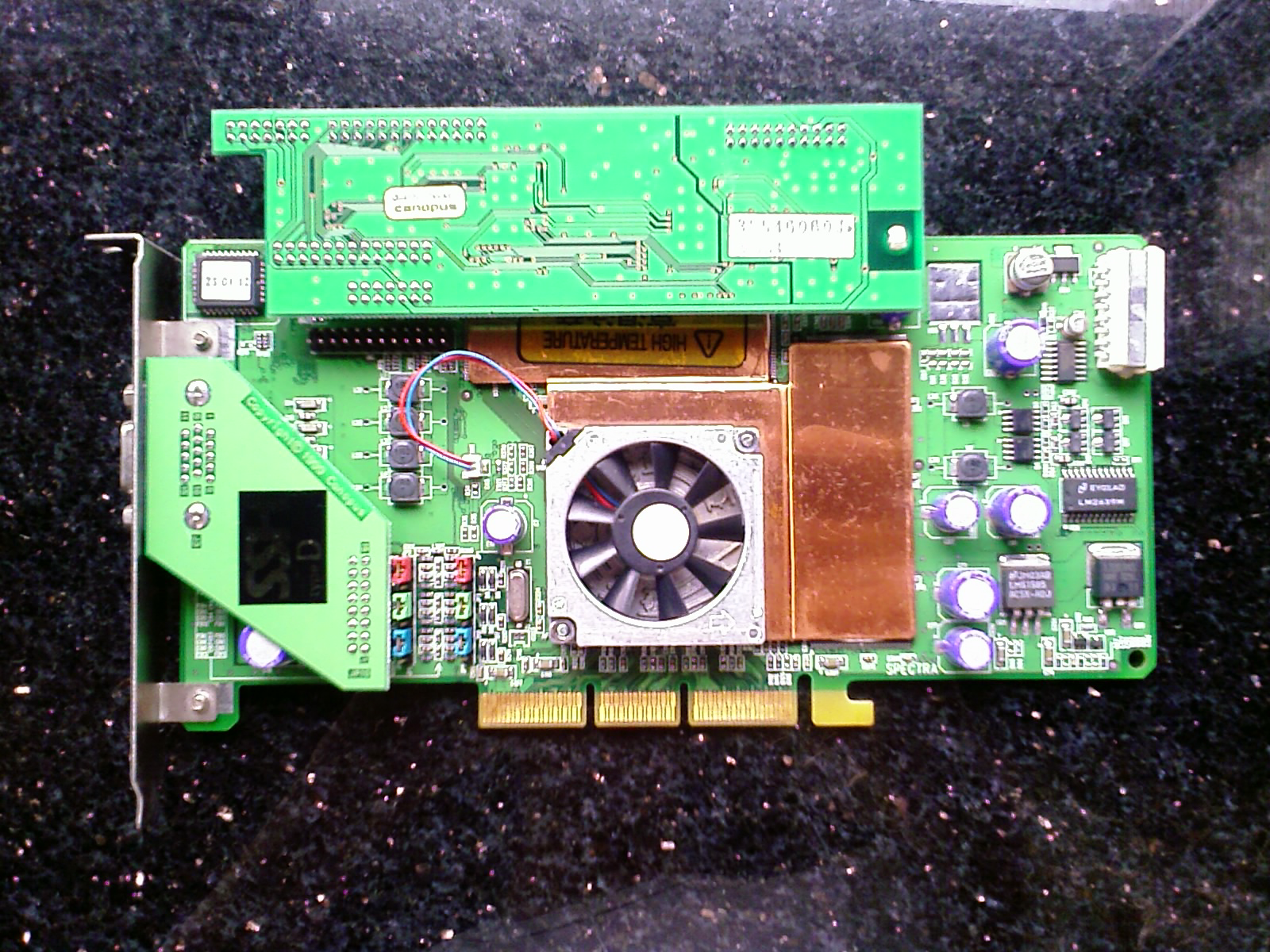
Canopus推出的GeForce 2 Ultra顯示卡

最後，GeForce 2系列中最成功的顯示卡就是GeForce 2 MX。它是一張經濟級的顯示卡。無論從交易額，或從產品的多元化而論，從來沒有繪圖核心可與GeForce 2 MX匹敵。一部分原因是GeForce 3並沒有經濟級顯示卡，而GeForce 2 MX家族就成了NVIDIA的主流產品達兩年半之久，一般是一年的。GeForce 2 MX的3D架構和功能與GTS相同，但移除了兩條像素流水線，記憶體頻寬只有GTS的一半。GeForce 2 MX能支援真正的双顯示輸出（TwinView）。（其實GTS也支援双顯示輸出，縱使它能驅動一個分開的電視編碼器，但第二個顯示輸出只是第一個的延伸。）
GeForce 2的有效率設計 - GeForce 2 Go的功耗是4瓦特，令它易於被筆記本電腦市場接受。GeForce 2 GTS是8瓦特，較舊的GeForce 256則是16瓦特。對手ATI用Radeon VE對抗（稍後用Radeon 7000），它並不支援T&L。而Radeon SDR則稍遲發表，價錢又太貴。除了早發表和極佳的性價比之外，GeForce 2 MX和剩餘的產品線都採用單一而又穩定的驅動程式，而ATI的驅動程式則比較不穩定。
GeForce 2 MX表現得好，使之比GTS（或其他後續形號）更勝任成為主流產品。電腦遊戲方面，MX完全取代舊有的TNT2顯示卡。隨後NVIDIA將MX產品線分拆為MX400和MX200，分別代表效能級和價錢級。MX200的記憶体頻寬是64-bit，採用SD Ram作為顯存，嚴重影響其效能發揮。MX400的記憶体頻寬是128-bit，採用SD Ram作為顯存，DDR版本的記憶体頻寬是64-bit。
GeForce 2 MX的後繼者是GeForce 4 MX。雖然很多人認為GeForce 4 MX只不過是GeForce 2 MX的128-bit DDR記憶体頻寬版本，因為它沒有高階顯示核心的規格，但它（除了MX 420）的效能始終比GeForce 2 Ultra優勝。
- GeForce2 MX
  - 顯示記憶體類型：64或128-bit SDR, 或64-bit DDR
  - 顯示記憶體頻寬：2.7GB/s
  - 填充率（紋理/秒）：700 Million

- GeForce2 MX 400
  - 顯示記憶體類型：64或128-bit SDR, 或64-bit DDR
  - 顯示記憶體頻寬：2.7GB/s
  - 填充率（紋理/秒）：800 Million

- GeForce2 MX 200
  - 顯示記憶體類型：64-bit SDR
  - 顯示記憶體頻寬：1.3GB/s
  - 填充率（紋理/秒）：576 Million

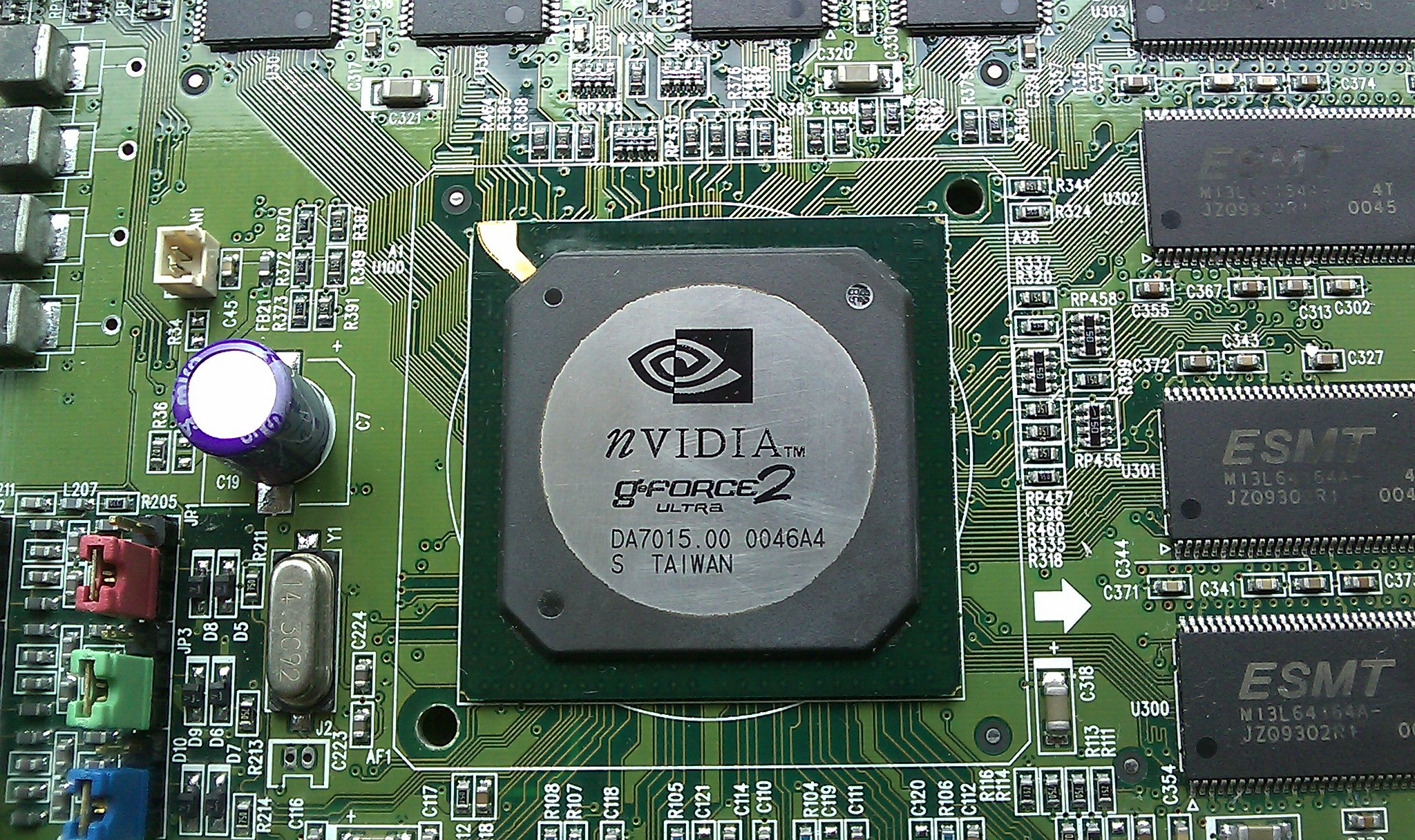
GeForce 2 Ultra GPU

### GeForce 2 Go系列
GeForce 2 Go系列是全球首款獨立的高效能筆記型電腦顯示核心，共有三個型號，標準版的GeForce 2 Go，效能級的GeForce 2 Go 200，主流級的GeForce 2 Go 100。
- GeForce2 Go
  - 顯示記憶體容量：64MB
  - 顯示記憶體位寬：64-bit或128-bit DDR
  - 填充率（紋理/秒）：500 Million

- GeForce2 Go 200
  - 顯示記憶體容量：32MB
  - 顯示記憶體位寬：64-bit DDR
  - 填充率（紋理/秒）：576 Million

- GeForce2 Go 100
  - 顯示記憶體容量：16MB
  - 顯示記憶體位寬：32-bit DDR
  - 填充率（紋理/秒）：576 Million